# Peter Jonsson (militär)
Bo Peter Magnus Jonsson, född 25 april 1945 i Kristianstads församling i Kristianstads län, död 7 december 2012 i Söndrum-Vapnö församling i Hallands län, var en svensk militär.

## Biografi
Jonsson avlade officersexamen vid Krigsskolan 1969 och utnämndes samma år till löjtnant i armén, varefter han befordrades till kapten vid Göta luftvärnsregemente 1972 och till major 1980. Han studerade vid Militärhögskolan 1977–1979. Han var avdelningschef vid staben i Västra militärområdet 1983–1986, varpå han befordrades till överstelöjtnant 1986 och var chef för Underhållssektionen i samma militärområde 1986–1988. Han var 1988–1991 bataljonschef vid Göta luftvärnsregemente, utnämndes 1989 till överstelöjtnant med särskild tjänsteställning och studerade 1990 vid Försvarshögskolan. År 1991 befordrades han till överste, varpå han 1991–1993 var chef för Luftvärnets officershögskola och tekniska skola. Han var 1993–1998 chef för Göta luftvärnsregemente (1994 namnändrat till Göta luftvärnskår) med uppehåll för åren 1995–1996 då han var tillförordnad chef för Hallands regemente och tillförordnad befälhavare för Hallands försvarsområde. Peter Jonsson tjänstgjorde vid staben i Södra militärområdet 1998–2000 och lämnade Försvarsmakten 2001. Han är begravd på Kvibergs kyrkogård i Göteborg.